# Torrent de Can Llopard
El torrent de Can Llopard és un torrent de l'Alt Penedès, que neix a l'indret anomenat la Vinya de Cal Magí i desemboca al riu de riu Anoia, ara ja amb el nom del torrent de Can Catassús.